# Stadio Dino Manuzzi
Stadio Dino Manuzzi je víceúčelový stadion v italské Ceseně. Je nejčastěji používán pro fotbal. Jeho kapacita činí 23 860 diváků a své domácí zápasy zde hraje tým AC Cesena. Na začátku sezony 2011/2012 byl změněn povrch hřiště z přírodní trávy na trávu umělou.